# Przemysław oświęcimski
Przemysław (Przemysł) Oświęcimski (Młodszy) (ur. ok. 1365, zm. 1 stycznia 1406) – książę cieszyński, od 1404 udzielny książę na połowie Ścinawy i Głogowa, od 1405 dodatkowo w Toszku i Oświęcimiu.
Przemysław był starszym synem księcia cieszyńskiego Przemysława I Noszaka i księżniczki bytomskiej Elżbiety. Jan Długosz w swojej kronice błędnie nazwał Przemysława młodszym potomkiem książęcej pary. O tym, że był najstarszym dzieckiem, świadczą przekonująco pozostałe źródła, w których osoba Przemysława występuje zawsze na pierwszym miejscu.
Przemysław początkowo występował tylko w dokumentach wydawanych przez ojca. Samodzielnym władcą został 23 czerwca 1404, kiedy to na mocy postanowienia króla czeskiego Wacława IV, młody książę otrzymał w lenno połowę księstwa głogowskiego, ze Ścinawą i Górą (część historyków dyplom ten odnosi do ojca księcia - Przemysława Noszaka).
W 1405 po bezpotomnej śmierci księcia oświęcimskiego Jana III, jego władztwo na mocy przywileju z 1372 roku, przejął Przemysław Noszak. Nowy nabytek jeszcze w tym samym roku otrzymał od ojca jego syn - imiennik, który odtąd przyjął tytuł księcia oświęcimskiego.
Dobrze zapowiadające się rządy Przemysława Oświęcimskiego zostały przerwane w dniu 1 stycznia 1406. Okoliczności zgonu młodego władcy znamy dokładnie z przekazu Jana Długosza, który jednak wydarzenia te opisuje pod błędną datą 1 stycznia 1400. O tym że, po tej dacie Przemysław jeszcze żył świadczą m.in. dokument z 1402 i fakt przejęcia Oświęcimia, który mógł mieć miejsce najwcześniej w 1405. Śmierć najstarszego syna Przemysława Noszaka dosięgła podczas podróży księcia z Gliwic do Cieszyna w okolicach Rybnika z rąk nieznanego bliżej Marcina Chrzana. Morderstwo to zostało dokonane najprawdopodobniej na zlecenie księcia raciborskiego Jana II Żelaznego, który nie chciał dopuścić do utwierdzenia się władzy książąt cieszyńskich nad Oświęcimiem. Wydawało się, że wybuchnie wojna między książętami cieszyńskimi a Janem II Żelaznym; ostatecznie spór zażegnano w 1407 roku, podpisując traktat pokojowy w Żorach.
Przemysław został pochowany w kościele farnym w Cieszynie. Z małżeństwa z nieznaną osobą pozostał po nim jedyny syn Kazimierz.
Zachował się barwny opis kary, jaka spotkała schwytanego mordercę Przemysława - Marcina Chrzana pióra naszego dziejopisa Jana Długosza, którą warto tutaj przytoczyć: „(morderca został) na spiżowym koniu (posadzony), który miał w środku rozżarzone węgle, wożono go po wszystkim ulicach i zaułkach i naokoło miasta Cieszyna, a trzech oprawców rozżarzonymi kleszczami szarpało jego ciało na kawałki, a w końcu wyrwało jego wnętrzości”.